# Omroep West
Omroep West is een Nederlandse publieke regionale omroep en rampenzender voor het noordelijke deel van Zuid-Holland en is gevestigd in Den Haag. Het zuidelijke deel van Zuid-Holland wordt bediend door RTV Rijnmond, gevestigd te Rotterdam. Daarmee heeft Zuid-Holland naast Noord-Holland twee regionale omroepen. Omroep West ontving in 2016 ongeveer 11 miljoen euro subsidie van de overheid. Op 1 november 2021 bestond TV West 25 jaar.

## Beschrijving
De omroep in zijn huidige vorm bestaat sinds 2001, na een fusie van twee verschillende omroepbedrijven: Radio West en TV West. Radio West zendt uit vanaf 1 januari 1987. TV West bestaat sinds 1996. Sinds de fusie in 2002 is Omroep West uitgegroeid tot een regionaal mediabedrijf met een aantal kanalen: 
- Omroepwest.nl
- TV West
- 89.3 FM Radio West
- sociale media als Facebook, Twitter, YouTube en Flickr
- narrowcasting: het nieuws van Omroep West is ook te zien op schermen in winkels, op stations, in wachtkamers van regionale ziekenhuizen, in het voetbalstadion en bij onderwijsinstellingen.

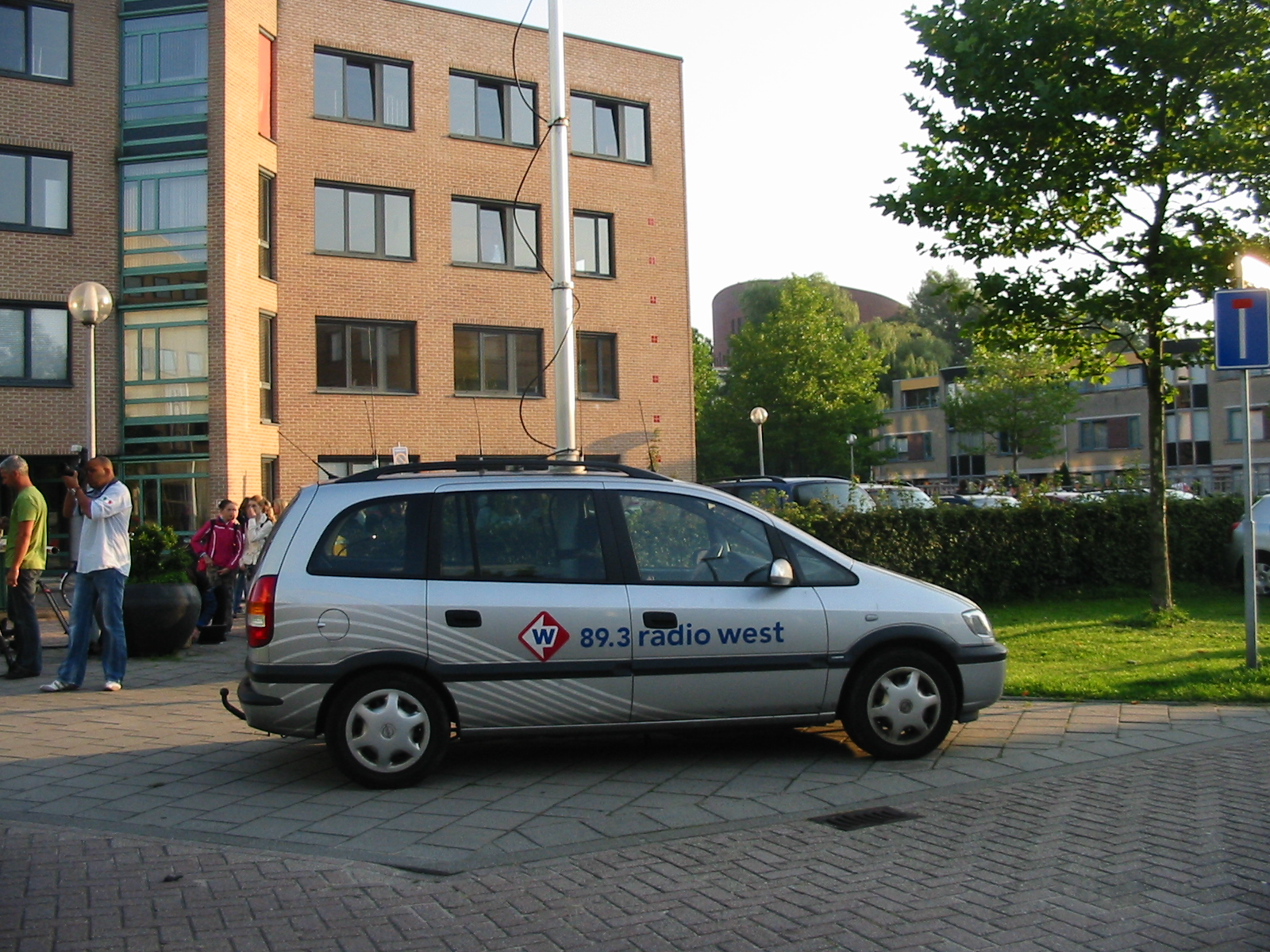
Reportagewagen van Omroep West tijdens een demonstratie van Greenpeace bij het hoofdkantoor van L'Oréal in 2006

## Geschiedenis
De geschiedenis van Omroep West begint in 1987 met de oprichting van Radio West, opgebouwd door ex-VARA-radio-directeur Piet van den Ende. TV West zond voor het eerst uit op 2 november 1996. Jack Kroes werd in 1996 directeur en Hugo Schneider hoofdredacteur. In oktober van dat jaar startte TV West met Ron Fresen als redactiechef en Luuk Braun als presentator. Braun kwam over van Studio Sport, waar hij de sportjournaals in de ochtend samen met Dione de Graaff en Toine van Peperstraten voor zijn rekening nam. Hij deed bij TV West de eerste drie maanden zeven dagen per week (ma-zo) alle live-presentaties van het nieuws. Daarnaast was hij ‘anker’ van het sportprogramma, dat hij met zijn bedrijf Studio 9 ook produceerde. Rond 1 januari 1997 kwamen daar Elles de Bruin en Ariane de Lepper er als nieuwspresentator bij, die allebei naast Braun jarenlang één uitzending per week voor hun rekening namen.
Als presentator van programma's op radio en/of TV waren daarna onder meer actief: Aad de Been, Boyan Ephraim, Ron Fresen, Agnes Kamstra, Nicolette Krul, Pieter Kuipers, Bas Muijs, Bart Nolles, Debby Roukens, Justin Verkijk, Dennis Weening, Michiel Steenwinkel en Ben Zwaan.
In 2002 betrokken Radio West en TV West het huidige studiogebouw aan de Laan van ’s-Gravenmade en fuseerden tot één omroep.

## Samenwerking
Omroep West werkt intensief samen met lokale omroepen in de regio. Deze lokale omroepen worden in citaten "mediapartners" genoemd. De mediapartners van Omroep West zijn:
- Bollenstreek Omroep
- Centraal+
- Den Haag FM
- Midvliet
- RTV Katwijk
- RTV Krimpenerwaard
- Studio Alphen
- Studio Kaag en Braassem
- Studio Nieuwkoop
- WOS
- ZFM Zoetermeer

## Programma's
Bij Omroep West worden onder meer de volgende programma's uitgezonden:

### Op Radio West
- West Wordt Wakker (met Tjeerd Spoor en Jorinda Teeuwen)
- Aan de Bak (met Patrick van Houten)
- Menno in de Middag (met Menno Tamming)
- Muziek aan Zee (met Marjolein Visser)
- West Komt Thuis (met Bas Martinius)
- Radio West Sport (met Pieter Tammens)
- Adres Onbekend (met Ron Kas, samenwerking KRO-NCRV en alle regionale omroepen)
- Als de dag van toen (met Kevin Brouwer)
- Broodje Bral (met Sjaak Bral)
- Mogguh Weekend! (met Mirjam Wolfsbergen)
- Muziek van Alle Tijden (met Pieter Kuipers en André Koolen)
- UIT! (met Rogier van der Zanden)
- Enchanté! (met Tess Merlot)
- Klassiek op West (met Aad de Been)
- Romantiek op West
- Het gesprek met de Commissaris van de Koning (met Tjeerd Spoor)
- Zaterdagmiddag met... (met Jorinda Teeuwen)
- Spuigasten (met Ron Fresen, Jeanneau van Beurden en Lieuwe van Slooten)

### Voormalige radioprogramma's
- Mogge Michiel
- Debby en haar mannen
- SuperDebby
- Patrick in de middag
- Margriet
- Broodje West
- De Lunchshow
- Jouw Middagshow
- Muijs in de Middag

### Op TV West
- West Vandaag
- Team West, gepresenteerd door Kirsten van Dissel
- Knooppunt Holland, gepresenteerd door Johan Overdevest
- Hoe gaat het?, gepresenteerd door Fred Zuiderwijk bij HagaZiekenhuis
- Hart voor muziek, met Emelie Sleven (overname van Omroep Brabant)
- RegioNED, reportages van alle regionale omroepen
- TV West Weekoverzicht
- RijnlandRoute, gepresenteerd door Johan Overdevest
- Westdoc
- TV West Sport

### Voormalige tv-programma's
- TV West Nieuws
- Op de Kaart, gepresenteerd door Jet Sol
- FRITS!, gepresenteerd door Frits Huffnagel
- Bep het Medium, gepresenteerd door Bep Monfils
- Tramsporen en Bus, reportages met Fred Zuiderwijk bij de HTM

## Presentatoren
Presentatoren West Vandaag: 
- Menno Tamming
- Martine Boerkamp
- Sharma Soerjoesing-Chin A Foeng
- Steffie Taal (invaller)
- Frank van Deutekom (invaller)

Presentatoren van andere tv-programma's:
- Kirsten van Dissel (Team West)
- Huub Mizee (weerman)
- Jordi Bloem (weerman)
- Frits Huffnagel (Talkshow Frits!)
- Jet Sol (Op de kaart)
- Herman Nanninga (sport)
- Jim van der Deijl (sport)
- Fred Zuiderwijk (reportages)

Presentatoren op Radio West:
- Sjaak Bral
- Patrick van Houten
- Bas Martinius
- Tjeerd Spoor
- Menno Tamming
- Pieter Tammens
- Jorinda Teeuwen
- Marjolein Visser
- Rogier van der Zanden